# Embalse Lebrije
El Embalse Lebrije o Presa Lebrije es un embalse artificial de Cuba. Se encuentra ubicado en la provincia Sancti Spíritus. Tiene un área de agua de 11,9 kilómetros cuadrados y un volumen promedio de 128 millones de m³.